# Lijst van landen in 1941
Hieronder volgt een lijst van landen van de wereld in 1941.

## Uitleg
- Op 1 januari 1941 waren er 55 onafhankelijke staten die door een ruime meerderheid van de overige staten erkend werden (inclusief Andorra[1], exclusief Nieuw-Zeeland[2] en Australië en exclusief vazalstaten). In 1941 kwam Ethiopië er als onafhankelijke staat bij en verdwenen Irak, Iran, Joegoslavië en Griekenland als onafhankelijke staten.
- De in grote mate onafhankelijke Britse dominions zijn weergegeven onder het kopje dominions van het Britse Rijk.
- Alle de facto onafhankelijke staten zonder ruime internationale erkenning zijn weergegeven onder het kopje niet algemeen erkende landen.
- Afhankelijke gebieden en gebieden die vaak als afhankelijk gebied werden beschouwd, zijn weergegeven onder het kopje niet-onafhankelijke gebieden.
- Autonome gebieden, bezette gebieden en micronaties zijn niet op deze pagina weergegeven.

## Staatkundige veranderingen in 1941
- 16 maart: Brits-Somaliland, dat in 1940 door de Italianen was bezet en bij Italiaans-Oost-Afrika was gevoegd, komt weer in Britse handen.
- 20 maart: begin van het Britse bestuur over Somalië (voormalige Italiaans-Somaliland, onderdeel van Italiaans-Oost-Afrika).
- 2 april: einde van het Amerikaanse protectoraat over de Dominicaanse Republiek. Het land wordt volledig onafhankelijk.
- 6 april: Griekenland wordt een Duitse vazalstaat, genaamd de Griekse Staat.
- 10 april: Kroatië, dat voorheen onderdeel van Joegoslavië was, wordt een vazalstaat van Duitsland.
- 17 april: einde van de onafhankelijkheid van het Koninkrijk Joegoslavië. Het gebied wordt verdeeld door Duitsland, Italië, Hongarije, Bulgarije en Albanië.
- 2 mei: Britse bezetting van het Koninkrijk Irak.
- 5 mei: Ethiopië wordt onafhankelijk (voorheen deel van Italiaans-Oost-Afrika).
- 19 mei: begin van het Britse bestuur over Eritrea (voorheen een onderdeel van Italiaans-Oost-Afrika).
- 21 juni: Syrië wordt bezet door de Britten en de Vrije Fransen.
- 12 juli: Montenegro wordt een Italiaans protectoraat.
- 15 juli: Libanon wordt bezet door de Britten en de Vrije Fransen.
- 25 juli: oprichting het Rijkscommissariaat Ostland in de door Duitsland bezette Baltische gebieden die voorheen (sinds 1940) onderdeel waren van de Sovjet-Unie.
- Juli: IJsland, dat in 1940 door de Britten was bezet, wordt een Amerikaans protectoraat.
- 25 augustus: Brits-Russische bezetting van Iran.
- 1 september: oprichting van het Rijkscommissariaat Oekraïne in het door Duitsland bezette Oekraïne dat voorheen onderdeel was van de Sovjet-Unie.
- 24 september: Užice is de facto onafhankelijk van Duitsland. Op 1 december komt een einde aan de de facto onafhankelijkheid.
- 28 november: einde van Italiaans-Oost-Afrika.
- 8 december: het Britse Perlis en het Amerikaanse Guam worden bezet door Japan. Op 11 december volgt de Japanse bezetting van het Britse Terengganu, op 14 december het Britse Kedah, op 22 december het Britse Kelantan, op 23 december het Amerikaanse Wake, op 24 december het Britse Sarawak en op 25 december Brits-Hongkong.
- 17 december: Australisch-Nederlandse bezetting van Portugees-Timor.
- 25 december: einde van het bestuur van Vichy-Frankrijk over Saint-Pierre en Miquelon.

## Algemeen erkende landen

### A
| Korte landsnaam (Nederlands) | Officiële landsnaam (Nederlands) | Korte landsnaam (oorspronkelijke taal/talen) |
| ---------------------------- | -------------------------------- | -------------------------------------------- |
| Afghanistan                  | Koninkrijk Afghanistan           | Dari en Pasjtoe: Afghānestān / افغانستان     |
| Andorra                      | Vorstendom Andorra               | Catalaans: Andorra                           |
| Argentinië                   | Argentijnse Republiek            | Spaans: Argentina                            |

### B
| Korte landsnaam (Nederlands) | Officiële landsnaam (Nederlands)               | Korte landsnaam (oorspronkelijke taal/talen) |
| ---------------------------- | ---------------------------------------------- | -------------------------------------------- |
| Bolivia                      | Republiek Bolivia                              | Spaans: Bolivia                              |
| Brazilië                     | Republiek van de Verenigde Staten van Brazilië | Portugees: Brasil                            |
| Bulgarije                    | Koninkrijk Bulgarije                           | Bulgaars: Bălgarija / България               |

### C
| Korte landsnaam (Nederlands) | Officiële landsnaam (Nederlands) | Korte landsnaam (oorspronkelijke taal/talen) |
| ---------------------------- | -------------------------------- | -------------------------------------------- |
| Canada                       | Dominion Canada                  | Engels en Frans: Canada                      |
| Chili                        | Republiek Chili                  | Spaans: Chile                                |
| China                        | Republiek China                  | Mandarijn: Zhongguo / 中國                   |
| Colombia                     | Republiek Colombia               | Spaans: Colombia                             |
| Costa Rica                   | Republiek Costa Rica             | Spaans: Costa Rica                           |
| Cuba                         | Republiek Cuba                   | Spaans: Cuba                                 |

### D
| Korte landsnaam (Nederlands) | Officiële landsnaam (Nederlands) | Korte landsnaam (oorspronkelijke taal/talen) |
| ---------------------------- | -------------------------------- | -------------------------------------------- |
| Dominicaanse Republiek       | Dominicaanse Republiek           | Spaans: Republica Dominicana                 |
| nazi-Duitsland               | Duitse Rijk                      | Duits: Deutschland                           |

### E
| Korte landsnaam (Nederlands) | Officiële landsnaam (Nederlands) | Korte landsnaam (oorspronkelijke taal/talen) |
| ---------------------------- | -------------------------------- | -------------------------------------------- |
| Ecuador                      | Republiek Ecuador                | Spaans: Ecuador                              |
| El Salvador                  | Republiek El Salvador            | Spaans: El Salvador                          |
| Ethiopië (vanaf 5 mei)       | Keizerrijk Ethiopië              | Amhaars: Ītyop'iya / ኢትዮጵያ                   |

### F
| Korte landsnaam (Nederlands) | Officiële landsnaam (Nederlands) | Korte landsnaam (oorspronkelijke taal/talen) |
| ---------------------------- | -------------------------------- | -------------------------------------------- |
| Finland                      | Republiek Finland                | Fins: Suomi Zweeds: Finland                  |

### G
| Korte landsnaam (Nederlands) | Officiële landsnaam (Nederlands) | Korte landsnaam (oorspronkelijke taal/talen) |
| ---------------------------- | -------------------------------- | -------------------------------------------- |
| Griekenland (tot 6 april)    | Koninkrijk Griekenland           | Grieks: Hellas / 'Ελλας                      |
| Guatemala                    | Republiek Guatemala              | Spaans: Guatemala                            |

### H
| Korte landsnaam (Nederlands) | Officiële landsnaam (Nederlands) | Korte landsnaam (oorspronkelijke taal/talen) |
| ---------------------------- | -------------------------------- | -------------------------------------------- |
| Haïti                        | Republiek Haïti                  | Frans: Haïti                                 |
| Honduras                     | Republiek Honduras               | Spaans: Honduras                             |
| Hongarije                    | Koninkrijk Hongarije             | Hongaars: Magyarország                       |

### I
| Korte landsnaam (Nederlands) | Officiële landsnaam (Nederlands) | Korte landsnaam (oorspronkelijke taal/talen) |
| ---------------------------- | -------------------------------- | -------------------------------------------- |
| Ierland                      | Ierland                          | Engels: Ireland Iers: Éire                   |
| Irak (tot 2 mei)             | Koninkrijk Irak                  | Arabisch: al-ʿIrāq / العراق                  |
| Iran (tot 25 augustus)       | Keizerrijk Iran                  | Perzisch: Īrān / ایران                       |
| Italië                       | Koninkrijk Italië                | Italiaans: Italia                            |

### J
| Korte landsnaam (Nederlands) | Officiële landsnaam (Nederlands)  | Korte landsnaam (oorspronkelijke taal/talen)                     |
| ---------------------------- | --------------------------------- | ---------------------------------------------------------------- |
| Japans Keizerrijk            | Groot Keizerrijk Japan            | Japans: Nihon / 日本                                             |
| Jemen                        | Mutawakkilitisch Koninkrijk Jemen | Arabisch: al-Yaman / اليمن                                       |
| Joegoslavië (tot 17 april)   | Koninkrijk Joegoslavië            | Servo-Kroatisch: Jugoslavija / Југославија Sloveens: Jugoslavija |

### L
| Korte landsnaam (Nederlands) | Officiële landsnaam (Nederlands) | Korte landsnaam (oorspronkelijke taal/talen) |
| ---------------------------- | -------------------------------- | -------------------------------------------- |
| Liberia                      | Republiek Liberia                | Engels: Liberia                              |
| Liechtenstein                | Vorstendom Liechtenstein         | Duits: Liechtenstein                         |

### M
| Korte landsnaam (Nederlands) | Officiële landsnaam (Nederlands) | Korte landsnaam (oorspronkelijke taal/talen) |
| ---------------------------- | -------------------------------- | -------------------------------------------- |
| Mexico                       | Verenigde Mexicaanse Staten      | Spaans: México                               |
| Monaco                       | Vorstendom Monaco                | Frans: Monaco                                |

### N
| Korte landsnaam (Nederlands) | Officiële landsnaam (Nederlands) | Korte landsnaam (oorspronkelijke taal/talen) |
| ---------------------------- | -------------------------------- | -------------------------------------------- |
| Nepal                        | Koninkrijk Nepal                 | Nepalees: Nepal / नेपाल                        |
| Nicaragua                    | Republiek Nicaragua              | Spaans: Nicaragua                            |

### P
| Korte landsnaam (Nederlands) | Officiële landsnaam (Nederlands) | Korte landsnaam (oorspronkelijke taal/talen) |
| ---------------------------- | -------------------------------- | -------------------------------------------- |
| Panama                       | Republiek Panama                 | Spaans: Panamá                               |
| Paraguay                     | Republiek Paraguay               | Spaans: Paraguay                             |
| Peru                         | Peruviaanse Republiek            | Spaans: Perú                                 |
| Portugal                     | Portugese Republiek              | Portugees: Portugal                          |

### R
| Korte landsnaam (Nederlands) | Officiële landsnaam (Nederlands) | Korte landsnaam (oorspronkelijke taal/talen) |
| ---------------------------- | -------------------------------- | -------------------------------------------- |
| Roemenië                     | Koninkrijk Roemenië              | Roemeens: România                            |

### S
| Korte landsnaam (Nederlands) | Officiële landsnaam (Nederlands)                 | Korte landsnaam (oorspronkelijke taal/talen)          |
| ---------------------------- | ------------------------------------------------ | ----------------------------------------------------- |
| San Marino                   | Republiek San Marino                             | Italiaans: San Marino                                 |
| Saoedi-Arabië                | Koninkrijk Saoedi-Arabië                         | Arabisch: al-ʿArabiya as-Saʿūdiyya / العربيّة السعودية |
| Sovjet-Unie                  | Unie van Socialistische Sovjetrepublieken (USSR) | Russisch: Sovjetski Sojoez / Советский Союз           |
| Spanje                       | Spaanse Staat                                    | Spaans: España                                        |

### T
| Korte landsnaam (Nederlands) | Officiële landsnaam (Nederlands) | Korte landsnaam (oorspronkelijke taal/talen) |
| ---------------------------- | -------------------------------- | -------------------------------------------- |
| Thailand                     | Koninkrijk Thailand              | Thai: Prathet Thai / ประเทศไทย               |
| Turkije                      | Republiek Turkije                | Turks: Türkiye                               |

### U
| Korte landsnaam (Nederlands) | Officiële landsnaam (Nederlands)    | Korte landsnaam (oorspronkelijke taal/talen) |
| ---------------------------- | ----------------------------------- | -------------------------------------------- |
| Uruguay                      | Republiek ten oosten van de Uruguay | Spaans: Uruguay                              |

### V
| Korte landsnaam (Nederlands) | Officiële landsnaam (Nederlands)                          | Korte landsnaam (oorspronkelijke taal/talen) |
| ---------------------------- | --------------------------------------------------------- | -------------------------------------------- |
| Vaticaanstad                 | Staat Vaticaanstad                                        | Italiaans: Città del Vaticano                |
| Venezuela                    | Verenigde Staten van Venezuela                            | Spaans: Venezuela                            |
| Verenigd Koninkrijk          | Verenigd Koninkrijk van Groot-Brittannië en Noord-Ierland | Engels: United Kingdom                       |
| Verenigde Staten             | Verenigde Staten van Amerika                              | Engels: United States                        |

### Z
| Korte landsnaam (Nederlands) | Officiële landsnaam (Nederlands) | Korte landsnaam (oorspronkelijke taal/talen)                        |
| ---------------------------- | -------------------------------- | ------------------------------------------------------------------- |
| Zuid-Afrika                  | Unie van Zuid-Afrika             | Afrikaans: Suid-Afrika Engels: South Africa Nederlands: Zuid-Afrika |
| Zweden                       | Koninkrijk Zweden                | Zweeds: Sverige                                                     |
| Zwitserland                  | Zwitserse Bondsstaat             | Duits: Schweiz Frans: Suisse Italiaans: Svizzera                    |

## Dominions van het Britse Rijk
De dominions van het Britse Rijk hadden een grote mate van onafhankelijkheid. Met het Statuut van Westminster (1931) werden de dominions onafhankelijk van het Verenigd Koninkrijk, maar in onderstaande dominions was het statuut nog niet geratificeerd door de lokale parlementen. Newfoundland was de jure ook een dominion van het Britse Rijk, maar had in 1934 het zelfbestuur opgegeven.
| Korte landsnaam (Nederlands) | Officiële landsnaam (Nederlands) | Korte landsnaam (oorspronkelijke taal/talen) |
| ---------------------------- | -------------------------------- | -------------------------------------------- |
| Australië                    | Gemenebest Australië             | Engels: Australia                            |
| Nieuw-Zeeland                | Dominion Nieuw-Zeeland           | Engels: New Zealand                          |

## Niet algemeen erkende landen
In onderstaande lijst zijn landen opgenomen die een ruime internationale erkenning misten, maar wel de facto onafhankelijk waren en de onafhankelijkheid hadden uitgeroepen.
| Korte landsnaam (Nederlands)            | Officiële landsnaam (Nederlands) | Korte landsnaam (oorspronkelijke taal/talen) |
| --------------------------------------- | -------------------------------- | -------------------------------------------- |
| Mongolië                                | Volksrepubliek Mongolië          | Mongools: Mongol Uls / Монгол Улс /          |
| Tibet                                   | Tibet                            | Tibetaans: Bod / བོད་                         |
| Užice (van 24 september tot 1 december) | Republiek Užice                  | Servisch: Užice / Ужице                      |

## Niet-onafhankelijke gebieden
Hieronder staat een lijst van afhankelijke gebieden inclusief Åland en Spitsbergen.

### Amerikaans-Britse condominia
| Korte landsnaam (Nederlands) | Status      | Korte landsnaam (oorspronkelijke taal/talen) |
| ---------------------------- | ----------- | -------------------------------------------- |
| Canton en Enderbury          | Condominium | Engels: Canton and Enderbury Islands         |

### Amerikaanse niet-onafhankelijke gebieden
De Amerikaanse Maagdeneilanden, de Filipijnen en Puerto Rico waren organized unincorporated territories, wat wil zeggen dat het afhankelijke gebieden waren van de Verenigde Staten met een bepaalde vorm van zelfbestuur. Daarnaast waren er nog een aantal unorganized unincorporated territories: Amerikaans-Samoa, Baker, Guam (vanaf 8 december door Japan bezet), Howland, Jarvis, Johnston, Kingman, Midway, Navassa, de Panamakanaalzone, de Petreleilanden, Quita Sueño, Roncador, Serrana, Serranilla, de Swaneilanden en Wake (vanaf 23 december door Japan bezet). Deze gebieden waren ook afhankelijke gebieden van de VS, maar kenden geen vorm van zelfbestuur. Alaska en Hawaï waren als organized incorporated territories een integraal onderdeel van de VS en zijn derhalve niet in onderstaande lijst opgenomen. Groenland was een Deense kolonie, maar stond, vanwege de Duitse bezetting van Denemarken, vanaf 9 april onder Amerikaanse protectie. IJsland, dat in personele unie met Denemarken was verbonden, was in 1940 door de Britten bezet en kwam in juli 1940 eveneens onder Amerikaanse protectie.
Diverse eilandgebieden werden door de Verenigde Staten geclaimd als unorganized unincorporated territories, maar werden door andere landen bestuurd. De eilandgebieden Birnie, Caroline, Fanning, Flint, Funafuti, Gardner, Kersteiland, Malden, McKean, Nukufetau, Nukulaelae, Niulakita, Phoenix, Starbuck, Sydney, Vostok en Washington vielen onder het bestuur van het Verenigd Koninkrijk (als onderdeel van de Gilbert- en Ellice-eilanden). De eilandgebieden Manihiki, Penrhyn, Pukapuka en Rakahanga vielen onder het bestuur van de Nieuw-Zeeland (als onderdeel van de Cookeilanden); en de eilandgebieden Atafu, Bowditch en Nukunonu vielen onder het bestuur van Nieuw-Zeeland (als onderdeel van de Unie-eilanden, die bestuurd werden vanuit West-Samoa).
| Korte landsnaam (Nederlands) | Status                                                         | Korte landsnaam (oorspronkelijke taal/talen)               |
| ---------------------------- | -------------------------------------------------------------- | ---------------------------------------------------------- |
| Amerikaanse Maagdeneilanden  | Organized unincorporated territory                             | Engels: United States Virgin Islands                       |
| Amerikaans-Samoa             | Unorganized unincorporated territory                           | Engels: American Samoa                                     |
| Baker                        | Unorganized unincorporated territory                           | Engels: Baker Island                                       |
| Filipijnen                   | Organized unincorporated territory (Gemenebest)                | Engels: Philippines Filipijns: Pilipinas Spaans: Filipinas |
| Groenland (vanaf 9 april)    | Zichzelf besturende Deense kolonie onder Amerikaanse protectie | Deens: Grønland Engels: Greenland                          |
| Guam (tot 8 december)        | Unorganized unincorporated territory                           | Engels: Guam                                               |
| Howland                      | Unorganized unincorporated territory                           | Engels: Howland Island                                     |
| IJsland (vanaf juli)         | Koninkrijk IJsland onder Amerikaanse protectie                 | Engels: Iceland IJslands: Ísland                           |
| Jarvis                       | Unorganized unincorporated territory                           | Engels: Jarvis Island                                      |
| Johnston                     | Unorganized unincorporated territory                           | Engels: Johnston Atoll                                     |
| Kingman                      | Unorganized unincorporated territory                           | Engels: Kingman Reef                                       |
| Midway                       | Unorganized unincorporated territory                           | Engels: Midway Islands                                     |
| Navassa                      | Unorganized unincorporated territory                           | Engels: Navassa Island                                     |
| Panamakanaalzone             | Unorganized unincorporated territory                           | Engels: Panama Canal Zone                                  |
| Petreleilanden               | Unorganized unincorporated territory                           | Engels: Petrel Islands                                     |
| Puerto Rico                  | Organized unincorporated territory                             | Engels en Spaans: Puerto Rico                              |
| Quita Sueño                  | Unorganized unincorporated territory                           | Engels: Quitasueño Bank                                    |
| Roncador                     | Unorganized unincorporated territory                           | Engels: Roncador Bank                                      |
| Serrana                      | Unorganized unincorporated territory                           | Engels: Serrana Bank                                       |
| Serranilla                   | Unorganized unincorporated territory                           | Engels: Serranilla Bank                                    |
| Swaneilanden                 | Unorganized unincorporated territory                           | Engels: Swan Islands                                       |
| Wake (tot 23 december)       | Unorganized unincorporated territory                           | Engels: Wake Island                                        |

### Australisch-Brits-Nieuw-Zeelandse niet-onafhankelijke gebieden
| Korte landsnaam (Nederlands) | Status        | Korte landsnaam (oorspronkelijke taal/talen) |
| ---------------------------- | ------------- | -------------------------------------------- |
| Nauru                        | Mandaatgebied | Engels: Nauru                                |

### Australisch-Nederlandse niet-onafhankelijke gebieden
| Korte landsnaam (Nederlands)        | Status                                                        | Korte landsnaam (oorspronkelijke taal/talen)                                   |
| ----------------------------------- | ------------------------------------------------------------- | ------------------------------------------------------------------------------ |
| Portugees-Timor (vanaf 17 december) | Portugese kolonie onder Australische en Nederlandse bezetting | Engels: Portugues Timor Nederlands: Portugees-Timor Portugees: Timor Português |

### Australische niet-onafhankelijke gebieden
De externe territoria van Australië werden door de Australische overheid gezien als een integraal onderdeel van Australië, maar werden vaak toch beschouwd als afhankelijke gebieden van Australië.
| Korte landsnaam (Nederlands)        | Status             | Korte landsnaam (oorspronkelijke taal/talen) |
| ----------------------------------- | ------------------ | -------------------------------------------- |
| Australisch Antarctisch Territorium | Extern territorium | Engels: Australian Antarctic Territory       |
| Nieuw-Guinea                        | Mandaatgebied      | Engels: New Guinea                           |
| Norfolk                             | Extern territorium | Engels: Norfolk Island                       |
| Papoea                              | Extern territorium | Engels: Papua                                |

### Belgische niet-onafhankelijke gebieden
| Korte landsnaam (Nederlands) | Status        | Korte landsnaam (oorspronkelijke taal/talen)  |
| ---------------------------- | ------------- | --------------------------------------------- |
| Belgisch-Congo               | Kolonie       | Frans: Congo belge Nederlands: Belgisch-Congo |
| Ruanda-Urundi                | Mandaatgebied | Frans en Nederlands: Ruanda-Urundi            |

### Brits-Franse niet-onafhankelijke gebieden
| Korte landsnaam (Nederlands) | Status                                                       | Korte landsnaam (oorspronkelijke taal/talen)          |
| ---------------------------- | ------------------------------------------------------------ | ----------------------------------------------------- |
| Libanon (vanaf 15 juli)      | Republiek Libanon onder een Brits-Franse militaire bezetting | Arabisch: Lubnān / لبنان Engels: Lebanon Frans: Liban |
| Nieuwe Hebriden              | Condominium                                                  | Engels: New Hebrides Frans: Nouvelle-Hébrides         |

### Britse niet-onafhankelijke gebieden
In onderstaande lijst zijn onder meer de Britse (kroon)kolonies en protectoraten weergegeven. Jersey, Guernsey en Man hadden als Britse Kroonbezittingen niet de status van kolonie, maar hadden een andere relatie tot het Verenigd Koninkrijk. Bhutan, Brunei, de Gefedereerde Maleise Staten, Johor, Kedah, Kelantan, Perlis, Sarawak, Terengganu en Tonga stonden als protected states onder Britse protectie, maar waren, in tegenstelling tot daadwerkelijke protectoraten, grotendeels autonoom aangaande interne aangelegenheden. De Britse Salomonseilanden, Canton en Enderbury (een Amerikaans-Brits condominium), Fiji (inclusief de Pitcairneilanden), de Gilbert- en Ellice-eilanden, de Nieuwe Hebriden (een Brits-Frans condominium) en Tonga werden door één enkele vertegenwoordiger van de Britse Kroon bestuurd onder de naam Britse West-Pacifische Territoria, maar zijn wel apart in de lijst opgenomen. Basutoland, Beetsjoeanaland en Swaziland werden door een vertegenwoordiger bestuurd onder de naam High Commission Territories, maar zijn ook apart in de lijst opgenomen. Bahrein, Koeweit, Muscat en Oman, Qatar en de Verdragsstaten waren protected states en vielen als zodanig onder de Persian Gulf Residency. Ook deze landen zijn apart in de lijst opgenomen. Newfoundland was de jure een onafhankelijk dominion, maar had in 1934 het zelfbestuur opgegeven. Brits-Indië is de term die refereert aan het Britse gezag op het Indische subcontinent. Het bestond uit gebieden die onder direct gezag vielen van de Britse Kroon (het eigenlijke Brits-Indië) en vele semi-onafhankelijke vorstenlanden (princely states) die door hun eigen lokale heersers werden bestuurd, maar onderhorig waren aan de Britse kolonisator. Deze vorstenlanden staan niet in onderstaande lijst vermeld, maar zijn weergegeven op de pagina vorstenlanden van Brits-Indië. Noord-Borneo viel officieel onder de suzereiniteit van het Sultanaat Sulu, maar stond onder Britse protectie en is derhalve wel opgenomen in onderstaande lijst. Het Koninkrijk Egypte was sinds 1922 de jure onafhankelijk van het Verenigd Koninkrijk, maar stond tot aan de staatsgreep door de Vrije Officieren in 1952 onder grote Britse invloed.
| Korte landsnaam (Nederlands)      | Status                                                                 | Korte landsnaam (oorspronkelijke taal/talen)                                                                  |
| --------------------------------- | ---------------------------------------------------------------------- | --- |
| Aden                              | Kroonkolonie                                                           | Engels: Aden Colony                                                                                           |
| Aden                              | Protectoraat                                                           | Arabisch: Maḥmiyyat ʿAdan / محمية عدن Engels: Aden Protectorate                                               |
| Anglo-Egyptisch Soedan            | Condominium                                                            | Arabisch: السودان الأنجلو مصري Engels: Anglo-Egyptian Sudan                                                   |
| Bahama-eilanden                   | Kroonkolonie                                                           | Engels: The Bahamas                                                                                           |
| Bahrein                           | Protected state                                                        | Arabisch: al-Bahrayn / البحرين Engels: Bahrain                                                                |
| Barbados                          | Kroonkolonie                                                           | Engels: Barbados                                                                                              |
| Basutoland                        | Kolonie                                                                | Engels: Basutoland                                                                                            |
| Beetsjoeanaland                   | Protectoraat                                                           | Engels: Bechuanaland                                                                                          |
| Bermuda                           | Kroonkolonie                                                           | Engels: Bermuda                                                                                               |
| Bhutan                            | Protected state: Koninkrijk Bhutan                                     | Dzongkha: Druk Yul / འབྲུག་ཡུལ་ Engels: Bhutan                                                                   |
| Brits-Birma                       | Kroonkolonie                                                           | Engels: Burma                                                                                                 |
| Brits-Ceylon                      | Kroonkolonie                                                           | Engels: Ceylon                                                                                                |
| Britse Benedenwindse Eilanden     | Kroonkolonie                                                           | Engels: British Leeward Islands                                                                               |
| Britse Bovenwindse Eilanden       | Kroonkolonie                                                           | Engels: British Windward Islands                                                                              |
| Britse Goudkust                   | Kroonkolonie                                                           | Engels: Gold Coast                                                                                            |
| Britse Salomonseilanden           | Protectoraat                                                           | Engels: British Solomon Islands                                                                               |
| Brits-Guiana                      | Kroonkolonie                                                           | Engels: British Guiana                                                                                        |
| Brits-Honduras                    | Kroonkolonie                                                           | Engels: British Honduras                                                                                      |
| Brits-Indië                       | Kroonkolonie                                                           | Engels: British Raj / Indian Empire / India                                                                   |
| Brits-Kameroen                    | Mandaatgebied                                                          | Engels: Cameroons                                                                                             |
| Brits-Somaliland (vanaf 16 maart) | Protectoraat                                                           | Engels: British Somaliland                                                                                    |
| Brits-Togoland                    | Mandaatgebied                                                          | Engels: British Togoland                                                                                      |
| Brunei                            | Protected state: Staat Brunei Darussalam                               | Engels en Maleis: Brunei                                                                                      |
| Cyprus                            | Kroonkolonie                                                           | Engels: Cyprus                                                                                                |
| Egypte                            | Vazalstaat: Koninkrijk Egypte                                          | Arabisch: Miṣr / مصر Engels: Egypt                                                                            |
| Eritrea (vanaf 19 mei)            | Brits militair bestuur over Italiaans-Eritrea                          | Engels en Italiaans: Eritrea                                                                                  |
| Faeröer                           | Militaire bezetting                                                    | Deens: Færøerne Engels: Faroe Islands                                                                         |
| Falklandeilanden                  | Kroonkolonie                                                           | Engels: Falkland Islands                                                                                      |
| Fiji                              | Kolonie                                                                | Engels: Fiji                                                                                                  |
| Gambia                            | Protectoraat en Kroonkolonie                                           | Engels: The Gambia                                                                                            |
| Gefedereerde Maleise Staten       | Protected state                                                        | Engels: Federated Malay States Maleis: Negeri-negeri Melayu Bersekutu / نڬري٢ ملايو برسكوتو                   |
| Gibraltar                         | Kroonkolonie                                                           | Engels: Gibraltar                                                                                             |
| Gilbert- en Ellice-eilanden       | Kroonkolonie                                                           | Engels: Gilbert and Ellice Islands                                                                            |
| Heard en McDonaldeilanden         | Overzees bezit                                                         | Engels: Heard Island and McDonald Islands                                                                     |
| Hongkong (tot 25 december)        | Kroonkolonie                                                           | Engels: Hong Kong Kantonees: Hong Kong / 香港                                                                 |
| IJsland (tot juli)                | Koninkrijk IJsland onder Britse bezetting                              | Engels: Iceland IJslands: Ísland                                                                              |
| Irak (vanaf 2 mei)                | Koninkrijk Irak onder Britse bezetting                                 | Arabisch: al-ʿIrāq / العراق Engels: Iraq                                                                      |
| Jamaica                           | Kroonkolonie                                                           | Engels: Jamaica                                                                                               |
| Johor                             | Protected state                                                        | Engels: Johor Maleis: Johor / جوهور                                                                           |
| Kedah (tot 14 december)           | Protected state                                                        | Engels: Kedah Maleis: Kedah / قدح                                                                             |
| Kelantan (tot 22 december)        | Protected state                                                        | Engels: Kelantan Maleis: Kelantan / كلنتن                                                                     |
| Kenia                             | Kroonkolonie en protectoraat                                           | Engels: Kenya                                                                                                 |
| Koeweit                           | Protected state: Sjeikdom Koeweit                                      | Arabisch: al-Kuwayt / الكويت Engels: Kuwait                                                                   |
| Line-eilanden                     | Overzees bezit                                                         | Engels: Line Islands                                                                                          |
| Maldivische Eilanden              | Protectoraat: Sultanaat der Maldiven                                   | Engels: Maldive Islands                                                                                       |
| Malta                             | Kroonkolonie                                                           | Engels: Malta                                                                                                 |
| Man                               | Brits Kroonbezit                                                       | Engels: Isle of Man Manx-Gaelisch: Ellan Vannin                                                               |
| Mauritius                         | Kroonkolonie                                                           | Engels: Mauritius                                                                                             |
| Muscat en Oman                    | Protected state: Sultanaat Muscat en Oman                              | Arabisch: Umān / عُمان Engels: Oman                                                                            |
| Newfoundland                      | Dominion zonder zelfbestuur                                            | Engels: Newfoundland                                                                                          |
| Nigeria                           | Kroonkolonie en protectoraat                                           | Engels: Nigeria                                                                                               |
| Noord-Borneo                      | Protected state, formeel onder de suzereiniteit van het Sultanaat Sulu | Engels: North Borneo Maleis: Borneo Utara                                                                     |
| Noord-Rhodesië                    | Protectoraat                                                           | Engels: Northern Rhodesia                                                                                     |
| Nyasaland                         | Protectoraat                                                           | Engels: Nyasaland                                                                                             |
| Oeganda                           | Protectoraat                                                           | Engels: Uganda                                                                                                |
| Palestina                         | Mandaatgebied                                                          | Arabisch: Filasţīn / فلسطين Engels: Palestine Hebreeuws: Palestína (EY) / (פָּלֶשְׂתִּינָה (א"י                       |
| Perlis (tot 8 december)           | Protected state                                                        | Engels: Perlis Maleis: Perlis / ﭬﺮليس                                                                         |
| Prins Edwardeilanden              | Overzees bezit                                                         | Engels: Prince Edward Islands                                                                                 |
| Qatar                             | Protected state                                                        | Arabisch: Qatar / قطر Engels: Qatar                                                                           |
| Sarawak (tot 24 december)         | Protected state: Koninkrijk Sarawak                                    | Engels: Sarawak Maleis: Sarawak / سراوق                                                                       |
| Seychellen                        | Kroonkolonie                                                           | Engels: Seychelles                                                                                            |
| Sierra Leone                      | Kroonkolonie en protectoraat                                           | Engels: Sierra Leone                                                                                          |
| Sint-Helena                       | Kroonkolonie                                                           | Engels: Saint Helena                                                                                          |
| Somalië (vanaf 20 maart)          | Brits militair bestuur over Italiaans-Somaliland                       | Engels en Italiaans: Somalia                                                                                  |
| Straits Settlements               | Protectoraat                                                           | Chinees: Hǎixiá zhímíndì / 海峡殖民地 Engels: Straits Settlements Maleis: Negeri-Negeri Selat / نڬري-نڬري سلت |
| Suezkanaalzone                    | Kroonkolonie                                                           | Engels: Suez Canal Zone                                                                                       |
| Swaziland                         | Protectoraat: Koninkrijk Swaziland                                     | Engels: Swaziland Swazi: eSwatini                                                                             |
| Tanganyika                        | Mandaatgebied                                                          | Engels: Tanganyika                                                                                            |
| Terengganu (tot 11 december)      | Protected state                                                        | Engels: Terengganu Maleis: Terengganu / ترڠڬانو                                                               |
| Tonga                             | Protected state: Koninkrijk Tonga                                      | Engels en Tongaans: Tonga                                                                                     |
| Transjordanië                     | Mandaatgebied: Emiraat Transjordanië                                   | Arabisch: Sharq al-ʾUrdun / شرق الأردن Engels: Transjordan                                                    |
| Trinidad en Tobago                | Kroonkolonie                                                           | Engels: Trinidad and Tobago                                                                                   |
| Verdragsstaten                    | Protected states                                                       | Arabisch: ولايات الساحل المتصالح Engels: Trucial States                                                       |
| Zanzibar                          | Protectoraat: Sultanaat Zanzibar                                       | Arabisch: Zanjibār / زنجبار Engels: Zanzibar                                                                  |
| Zuid-Rhodesië                     | Kroonkolonie                                                           | Engels: Southern Rhodesia                                                                                     |

### Brits-Russische niet-onafhankelijke gebieden
| Korte landsnaam (Nederlands) | Status                                              | Korte landsnaam (oorspronkelijke taal/talen)              |
| ---------------------------- | --------------------------------------------------- | --------------------------------------------------------- |
| Iran (vanaf 25 augustus)     | Keizerrijk Iran onder Britse en Russische bezetting | Engels: Iran Perzisch: Īrān / ایران Russisch: Iran / Иран |

### Deense niet-onafhankelijke gebieden
Denemarken stond onder Duitse bezetting. Groenland was hierdoor in feite een zichzelf besturend gebied tot het op 9 april onder Amerikaanse protectie kwam te staan.
| Korte landsnaam (Nederlands) | Status  | Korte landsnaam (oorspronkelijke taal/talen) |
| ---------------------------- | ------- | -------------------------------------------- |
| Groenland (tot 9 april)      | Kolonie | Deens: Grønland                              |

### Duitse niet-onafhankelijke gebieden
| Korte landsnaam (Nederlands) | Status                                          | Korte landsnaam (oorspronkelijke taal/talen)                                                                 |
| ---------------------------- | ----------------------------------------------- | --- |
| België en Noord-Frankrijk    | Militärverwaltung in Belgien und Nordfrankreich | Duits: Belgien und Nordfrankreich Frans: Belgique et Nord de la France Nederlands: België en Noord-Frankrijk |
| Bohemen en Moravië           | Protectoraat                                    | Duits: Böhmen und Mähren Tsjechisch: Čechy a Morava                                                          |
| Denemarken                   | Koninkrijk Denemarken onder Duitse bezetting    | Deens: Danmark Duits: Dänemark                                                                               |
| Frankrijk                    | Militärverwaltung in Frankreich (zone occupée)  | Duits: Frankreich Frans: France                                                                              |
| Frankrijk                    | Vazalstaat: Franse Staat / Vichy-Frankrijk      | Frans: France                                                                                                |
| Griekenland (vanaf 6 april)  | Vazalstaat: Griekse Staat                       | Grieks: Hellas / 'Ελλας                                                                                      |
| Kroatië (vanaf 10 april)     | Vazalstaat: Onafhankelijke Staat Kroatië        | Kroatisch: Hrvatska                                                                                          |
| Luxemburg                    | Militaire bezetting                             | Duits: Luxemburg                                                                                             |
| Nederland                    | Reichskommissariat Niederlande                  | Duits: Niederlande Nederlands: Nederland                                                                     |
| Noorwegen                    | Reichskommissariat Norwegen                     | Bokmål: Norge Duits: Norwegen Nynorsk: Noreg                                                                 |
| Oekraïne (vanaf 1 september) | Reichskommissariat Ukraine                      | Duits: Ukraine Oekraïens: Ukraina / Україна                                                                  |
| Ostland (vanaf 25 juli)      | Reichskommissariat Ostland                      | Duits: Ostland                                                                                               |
| Servië (vanaf 17 april)      | Gebiet des Militärbefehlshabers in Serbien      | Duits: Serbien Servisch: Srbija / Србија                                                                     |
| Slowakije                    | Vazalstaat: Slowaakse Republiek                 | Slowaaks: Slovensko                                                                                          |

### Finse niet-onafhankelijke gebieden
Åland maakte eigenlijk integraal onderdeel uit van Finland, maar heeft sinds de Vrede van Parijs (1856) een internationaal erkende speciale status met grote autonomie.
| Korte landsnaam (Nederlands) | Status          | Korte landsnaam (oorspronkelijke taal/talen) |
| ---------------------------- | --------------- | -------------------------------------------- |
| Åland                        | Autonoom gebied | Zweeds: Åland                                |

### Franse niet-onafhankelijke gebieden
Het Europese deel van Frankrijk stond onder Duitse bezetting of de vazalregering van Vichy-Frankrijk. De Franse overzeese gebiedsdelen stonden ook onder controle van Vichy-Frankrijk, met uitzondering van Frans-Equatoriaal-Afrika, Frans-Kameroen, Frans-Indië, Saint-Pierre en Miquelon (vanaf 25 december), Nieuw-Caledonië en Frans-Oceanië, die onder controle stonden van de Vrije Fransen. De Franse Antillen en Guyana bestonden uit Frans-Guyana, Inini, Saint-Pierre en Miquelon (tot 25 december), Martinique en Guadeloupe. Frans-West-Afrika was een federatie van Franse koloniën bestaande uit Dahomey, Frans-Guinea, Frans-Soedan, Ivoorkust, Mauritanië, Niger en Senegal. Frans-Equatoriaal Afrika was een kolonie die bestond uit vier territoria: Gabon, Midden-Congo, Oubangui-Chari en Tsjaad. De Unie van Indochina, ofwel Frans-Indochina, was een federatie die bestond uit het Protectoraat Cambodja, het Koninkrijk Laos, het Protectoraat Annam, het Protectoraat Tonkin en de kolonie Frans-Cochin-China. Het Frans Mandaat voor Syrië en Libanon was een mandaatgebied dat bestond uit Libanon en Syrië. De onderdelen van dit mandaat zijn echter wel afzonderlijk weergegeven. Algerije werd, met uitzondering van de zuidelijke territoria, bestuurd als een integraal onderdeel van Frankrijk en stond onder controle van Vichy-Frankrijk, maar is wel apart in de lijst opgenomen.
| Korte landsnaam (Nederlands)                 | Status                                                                    | Korte landsnaam (oorspronkelijke taal/talen) |
| -------------------------------------------- | ------------------------------------------------------------------------- | -------------------------------------------- |
| Algerije                                     | Verzameling departementen en territoria                                   | Frans: Algérie                               |
| Franse Antillen en Guyana                    | Kolonie                                                                   | Frans: Antilles françaises                   |
| Frans-Equatoriaal-Afrika                     | Kolonie                                                                   | Frans: Afrique équatoriale française         |
| Frans-Indië                                  | Kolonie                                                                   | Frans: Établissements français de l'Inde     |
| Frans-Kameroen                               | Mandaatgebied                                                             | Frans: Cameroun                              |
| Frans-Madagaskar                             | Kolonie                                                                   | Frans: Madagascar                            |
| Frans-Marokko                                | Protectoraat                                                              | Arabisch: al-Maghrib / المغرب Frans: Maroc   |
| Frans-Oceanië                                | Kolonie                                                                   | Frans: Océanie française                     |
| Frans-Somaliland                             | Kolonie                                                                   | Frans: Côte française des Somalis            |
| Frans-Togoland                               | Mandaatgebied                                                             | Frans: Togoland français                     |
| Frans-West-Afrika                            | Kolonie                                                                   | Frans: Afrique occidentale française         |
| Libanon (tot 15 juli)                        | Onderdeel van het Frans Mandaat voor Syrië en Libanon: Republiek Libanon  | Arabisch: Lubnān / لبنان Frans: Liban        |
| Nieuw-Caledonië                              | Kolonie                                                                   | Frans: Nouvelle-Calédonie                    |
| Réunion                                      | Kolonie                                                                   | Frans: Réunion                               |
| Saint-Pierre en Miquelon (vanaf 25 december) | Kolonie                                                                   | Frans: Saint-Pierre et Miquelon              |
| Syrië (tot 21 juni)                          | Onderdeel van het Frans Mandaat voor Syrië en Libanon: Syrische Republiek | Arabisch: Sūrīyā / سوريا Frans: Syrie        |
| Tunesië                                      | Protectoraat                                                              | Arabisch: Tūnis / تونس Frans: Tunisie        |
| Unie van Indochina                           | Federatie van Franse koloniën en protectoraten: Indo-Chinese Federatie    | Frans: Fédération indochinoise               |
| Wallis en Futuna                             | Kolonie                                                                   | Frans: Wallis-et-Futuna                      |

### Niet-onafhankelijke gebieden onder geallieerde bezetting
| Korte landsnaam (Nederlands) | Status                                                        | Korte landsnaam (oorspronkelijke taal/talen)          |
| ---------------------------- | ------------------------------------------------------------- | ----------------------------------------------------- |
| Libanon (vanaf 15 juli)      | Republiek Libanon onder een Brits-Franse militaire bezetting  | Arabisch: Lubnān / لبنان Engels: Lebanon Frans: Liban |
| Syrië (tot 21 juni)          | Syrische Republiek onder een Brits-Franse militaire bezetting | Arabisch: Engels: Syria Frans: Syrie                  |

### Italiaanse niet-onafhankelijke gebieden
| Korte landsnaam (Nederlands)            | Status                               | Korte landsnaam (oorspronkelijke taal/talen)           |
| --------------------------------------- | ------------------------------------ | ------------------------------------------------------ |
| Albanië                                 | Protectoraat (Koninkrijk Albanië)    | Albanees: Shqipëria                                    |
| Italiaans-Libië                         | Kolonie                              | Italiaans: Libia Italiana                              |
| Italiaans-Oost-Afrika (tot 28 november) | Kolonie                              | Italiaans: Africa Orientale Italiana                   |
| Italiaanse Egeïsche Eilanden            | Kolonie                              | Italiaans: Possedimenti Italiani delle isole dell'Egeo |
| Montenegro (vanaf 12 juli)              | Protectoraat (Koninkrijk Montenegro) | Montenegrijns: Crna Gora / Црна Гора                   |

### Japanse niet-onafhankelijke gebieden
| Korte landsnaam (Nederlands) | Status                                   | Korte landsnaam (oorspronkelijke taal/talen)                                    |
| ---------------------------- | ---------------------------------------- | ------------------------------------------------------------------------------- |
| Borneo (vanaf 24 december)   | Bezet gebied                             | Japans:                                                                         |
| Guam (vanaf 8 december)      | Bezet gebied                             | Japans: Guamu / グアム                                                          |
| Hongkong (vanaf 25 december) | Bezet gebied                             | Japans: Honkon / 香港 Kantonees: Heung Kôong / 香港 Mandarijn: Xiānggǎng / 香港 |
| Japans-China                 | Vazalstaat: Republiek China              | Chinees: Zhōnghuá Mínguó / 中華民國 Japans: Chūka Minkoku / 中華民国            |
| Korea                        | Afhankelijk gebied                       | Japans: Chōsen / 朝鮮 Koreaans: Chosŏn / 한국                                   |
| Malakka (vanaf 8 december)   | Bezet gebied                             | Japans:                                                                         |
| Mantsjoekwo                  | Vazalstaat: Grote Keizerrijk Mantsjoekwo | Chinees: Mănzhōu Guó / 滿洲國 Japans: Manshū koku / 滿洲國                      |
| Taiwan                       | Afhankelijk gebied                       | Chinees: Táiwān / 臺灣 Japans: Taiwan / 台湾                                    |
| Wake (vanaf 23 december)     | Bezet gebied                             | Japans: ウェーク島                                                              |
| Zuid-Pacifisch Mandaatgebied | Mandaatgebied                            | Japans: Nan'yō-chō / 南洋庁                                                     |

### Nederlandse niet-onafhankelijke gebieden
Tijdens de Duitse bezetting van Nederland stonden de Nederlandse koloniën onder gezag van de Nederlandse regering in ballingschap.
| Korte landsnaam (Nederlands) | Status             | Korte landsnaam (oorspronkelijke taal/talen) |
| ---------------------------- | ------------------ | -------------------------------------------- |
| Curaçao                      | Overzees rijksdeel | Nederlands: Gebiedsdeel Curaçao              |
| Nederlands-Indië             | Overzees rijksdeel | Nederlands: Nederlands-Indië                 |
| Suriname                     | Overzees rijksdeel | Nederlands: Suriname                         |

### Nieuw-Zeelandse niet-onafhankelijke gebieden
| Korte landsnaam (Nederlands) | Status             | Korte landsnaam (oorspronkelijke taal/talen) |
| ---------------------------- | ------------------ | -------------------------------------------- |
| Cookeilanden                 | Afhankelijk gebied | Engels: Cook Islands                         |
| Niue                         | Afhankelijk gebied | Engels: Niue                                 |
| Ross Dependency              | Afhankelijk gebied | Engels: Ross Dependency                      |
| Unie-eilanden                | Afhankelijk gebied | Engels: Union Islands                        |
| West-Samoa                   | Mandaatgebied      | Engels: Western Samoa                        |

### Noorse niet-onafhankelijke gebieden
Tijdens de Duitse bezetting van Noorwegen stond Jan Mayen niet onder Duitse bezetting.
| Korte landsnaam (Nederlands) | Status                                                 | Korte landsnaam (oorspronkelijke taal/talen) |
| ---------------------------- | ------------------------------------------------------ | -------------------------------------------- |
| Jan Mayen                    | Gebied onder bestuur van de gouverneur van Spitsbergen | Noors: Jan Mayen                             |

### Portugese niet-onafhankelijke gebieden
| Korte landsnaam (Nederlands)                | Status                                             | Korte landsnaam (oorspronkelijke taal/talen) |
| ------------------------------------------- | -------------------------------------------------- | -------------------------------------------- |
| Kaapverdië                                  | Kolonie                                            | Portugees: Cabo Verde                        |
| Macau                                       | Kolonie                                            | Portugees: Macau                             |
| Manica en Sofala                            | Gebied onder beheer van de Companhia de Moçambique | Portugees: Manica e Sofala                   |
| Portugees-Guinea                            | Kolonie                                            | Portugees: Guiné Portuguesa                  |
| Portugees-Indië (ook wel: Goa)              | Kolonie                                            | Portugees: Estado da Índia Portuguesa        |
| Portugees-Oost-Afrika (ook wel: Mozambique) | Kolonie                                            | Portugees: África Oriental Portuguesa        |
| Portugees-Timor (tot 17 december)           | Kolonie                                            | Portugees: Timor Português                   |
| Portugees-West-Afrika (ook wel: Angola)     | Kolonie                                            | Portugees: África Ocidental Portuguesa       |
| Sao Tomé en Principe                        | Kolonie                                            | Portugees: São Tomé e Príncipe               |

### Niet-onafhankelijke gebieden van de Sovjet-Unie
| Korte landsnaam (Nederlands)         | Status                                  | Korte landsnaam (oorspronkelijke taal/talen) |
| ------------------------------------ | --------------------------------------- | -------------------------------------------- |
| (tot 1941) Tannoe-Toeva (vanaf 1941) | Vazalstaat: Volksrepubliek Tannoe-Toeva | Russisch: Tyva / Тува́ Toevaans: Tıwa / Тьва  |

### Spaanse niet-onafhankelijke gebieden
| Korte landsnaam (Nederlands) | Status       | Korte landsnaam (oorspronkelijke taal/talen)                                  |
| ---------------------------- | ------------ | ----------------------------------------------------------------------------- |
| Ifni                         | Protectoraat | Spaans: Ifni                                                                  |
| Spaans-Guinea                | Kolonie      | Spaans: Guinea Española                                                       |
| Spaans-Marokko               | Protectoraat | Arabisch: Isbāniyā fi-l-Magrib / إسبَانِيَا بالمَغْربْ Spaans: Español de Marruecos |
| Spaanse Sahara               | Kolonie      | Spaans: Sahara Español                                                        |

### Zuid-Afrikaanse niet-onafhankelijke gebieden
| Korte landsnaam (Nederlands) | Status        | Korte landsnaam (oorspronkelijke taal/talen)                                    |
| ---------------------------- | ------------- | ------------------------------------------------------------------------------- |
| Zuidwest-Afrika              | Mandaatgebied | Afrikaans: Suidwes-Afrika Engels: South West Africa Nederlands: Zuidwest-Afrika |